# Zvezda, Tărgoviște
Zvezda (în bulgară Звезда) este un sat în comuna Popovo, regiunea Tărgoviște,  Bulgaria. 

## Demografie
Componența etnică a satului Zvezda
     Bulgari (36,48%)
     Nicio identificare (4,72%)
     Turci (58,78%)
     Romi (0%)
La recensământul din 2011, populația satului Zvezda era de 148 locuitori. Din punct de vedere etnic, majoritatea locuitorilor (58,78%) erau turci, cu o minoritate de bulgari (36,48%). Pentru 4,72% din locuitori nu este cunoscută apartenența etnică.